# サンエー那覇メインプレイス
サンエー那覇メインプレイス（サンエーなはメインプレイス）は、沖縄県那覇市おもろまちにある株式会社サンエーが運営する那覇市最大の複合商業施設である。コンセプトは「幸せの共感」。

## 概要
所在地である那覇新都心地区は、第二次世界大戦後米軍により強制収容され、全面返還される1987年まで、米軍関係者の住宅地区として利用された場所である。都市計画の一環で商業施設の建設が計画された同地は、1997年5月の募集ではダイエーが事業者として選ばれていた。しかし、ダイエーが経営悪化から出店を断念することとなり、2000年にサンエーが新たな事業者として選定された。
2002年10月、サンエー直営売場とテナント70店舗を携え、県内最大のショッピングセンターとして開業する。同施設にはシネマコンプレックス「スターシアターズ」系列の「シネマQ」が入居している。サンエーの売場とは半屋外の吹き抜けを挟んだ別館2階に、9つのスクリーン他2018年にはリニューアルオープンをし県内初の『DOLBY ATMOS』と『SUPER SCREEN』を導入した。
2012年10月のリニューアルオープンでは県内では初となるテナント数100以上を誇るショッピングセンターになった。2015年7月には、店舗の増床を伴う大規模な改修を経てリニューアルオープン。売場面積を15.6％拡大、駐車台数は約150台増強した。新たに「東急ハンズ（現・ハンズ）」や「大阪王将」を出店し、サンエーとしては新業態となる「ハンズカフェ」は沖縄初出店となった。
略称は「メインプレイス」または「メイン」。

## 沿革
- 2001（平成13）年10月31日 - 着工[4]。
- 2002（平成14）年10月1日 - 「那覇メインプレイス」開店。
- 2006（平成18）年7月21日 - 営業時間を午前10時開店から午前9時に変更。
- 2012（平成24）年10月5日 - リニューアルオープン。
- 2015（平成27）年
  - 7月10日 - リニューアルオープン。増築により、「ハンズ（当時・東急ハンズ）」など14店舗が新たにオープン。
  - 10月1日 - 営業時間を午後11時閉店に変更（一部テナントを除く）。
- 2017（平成29）年10月6日 - 開店から15周年を迎え、大幅リニューアル。沖縄初出店の6店を含む10店のテナントが新規出店。同時に2階フードコートを全面リニューアル[5]。
- 2020（令和2）年4月21日 - 営業時間を午後10時閉店に変更。なお、食品館は午後11時閉店。
- 2021（令和3）年12月10日 - 2階の衣料館を縮小し、サンエー直営の「無印良品」をオープン[6]。なお、同年3月からは1階食品館の一角で「無印良品コーナー」を展開している。
- 2022（令和4年）10月7日 - 開店20周年。サンエーとして初の食品館の全面リニューアルを行い、内装を一新、フルセルフレジを導入した[7]。

## フロア構成

### 1階 - 食品館・電器館・レストランと専門店のフロア

#### サンエー直営店
- エディオン[注 2]
- 大阪王将
- かつ乃屋
- すずらん
- ハンズ（前・東急ハンズ）
- ハンズカフェ
- ピッツェリア マリノ
- 和風亭

#### 主なテナント
- オンデーズ
- スターバックスコーヒー
- スーツセレクト
- スリーコインズ プラス
- カルディコーヒーファーム
- コムサスタイル
- QBハウス
- ニコアンド
- ミスタードーナツ
- ウィゴー

### 2階 - ファッション館・フードコート・専門店とシネマのフロア

#### サンエー直営店
- オムライス屋さん
- 無印良品
- 珈琲待夢
- タリーズコーヒー
- ミニジョイフル
- めん家

#### 主なテナント
- エクセルワールド
- ABCマート グランドステージ
- 球陽堂書房
- グローバルワーク
- ケンタッキーフライドチキン
- サンリオギフトゲート
- シネマQ
- ナムコ
- マクドナルド
- ムラサキスポーツ
- ライトオン

## アクセス

### モノレール
- 沖縄都市モノレール（ゆいレール）おもろまち駅（徒歩10分）

### 路線バス
那覇メインプレイス東口バス停（徒歩1分）
- 6番・那覇おもろまち線（那覇バス）
- 7番・おもろまち線（沖縄バス）
- 8番・首里城下町線（沖縄バス）
- 10番・牧志新都心線（那覇バス）
- 13番・石嶺おもろまち線（那覇バス）
- 200番・糸満おもろまち線（沖縄バス）
- 223番・具志川おもろまち線（琉球バス交通）
- 227番・屋慶名おもろまち線（琉球バス交通・沖縄バス）
- 228番・読谷おもろまち線（琉球バス交通・沖縄バス）
- 234番・東風平おもろまち線（沖縄バス）
- 235番・志多伯おもろまち線（沖縄バス）
- 263番・謝苅おもろまち線（琉球バス交通）

おもろまち1丁目バス停（徒歩1分）
- 21番・新都心具志川線（琉球バス交通）

### 注
1. ↑  その後、県内では2015年に専門店数200を超える複合商業施設「イオンモール沖縄ライカム」が開業、2019年に「サンエー浦添西海岸 PARCO CITY」が開業した。
2. ↑  開業時は「サンエー那覇電器館withデオデオ」。2013年にエディオン本部の屋号変更にあわせ、現在の店舗名に変更した。